# کایدن بوید
کایدن بوید (به انگلیسی: Cayden Boyd) (زاده ۲۴ مهٔ ۱۹۹۴) بازیگر آمریکایی است.
از فیلم‌های معروف او می‌توان به بازی در جمعه عجیب و داج بال اشاره کرد.